# Ulriken Eagles
Ulriken Eagles er en basketballklub fra Bergen, der spiller i den norske basketliga BLNO.
Ulriken Basketballklubb blev stiftet i 1970 af en gruppe elever ved Ulriken ungdomsskole. Allerede i få år efter i 1974 spillede holdet i eliteserien (hovedserien), og holdet har holdt sig der siden.
Ved indføringen af basketligaen blev Ulriken et allianceidræthold med undergrupperne Ulriken Eagles og Ulriken Ung.
Ulriken har haft mange kendte spillere, blandt andet Hans-Petter Austgulen, Gunnar Wedøe, Brad Ludy, Haakon Austefjord, Arild Buen, Per Fedje, Dagfinn Dyngeland Hammar og Calix Black N'diaye. Sidstnævnte spiller på årets udgave hvor den tidligere NBA-mester Jay Anderson er træner.
Ulriken har vundet slutspillet i 1994, 1999, 2000 og 2007.

## Spillere
- Calix Black N'diaye
- Zdravko Brkic
- Audun Eskeland
- David Hammer
- Frederik Gnatt
- Peter Bullock
- Brett Gravitt
- Sven Volnevica
- Erik Gustavsen
- Kristian Storm Hansen
- Stephan Torsvik
- Ivan Djerman
- Ivan Jerenic